# Estación Central (Córdoba)
La estación central, conocida coloquialmente como la estación de Madrid o simplemente como estación de Córdoba, fue una estación de ferrocarril que existió en el municipio español de Córdoba entre 1859 y 1994. A lo largo de su existencia constituyó un nudo ferroviario de gran importancia.
Construida inicialmente por la Compañía del ferrocarril de Córdoba a Sevilla, con posterioridad pasaría a manos de las compañías MZA y RENFE. Con el paso de los años la estación de Córdoba se convirtió en un importante nudo ferroviario en el que confluían varias líneas férreas, disponiendo además de un amplio conjunto de instalaciones ferroviarias: depósitos, cocheras, talleres, etc. La estación acogía tanto servicios de pasajeros como de mercancías, para lo cual disponía de una amplia playa de vías. Se mantuvo en servicio hasta su clausura en 1994, siendo sustituida por la actual estación de Córdoba.
En la actualidad se conserva el edificio de viajeros, que acoge la sede provincial de RTVA.

## Historia

### Construcción y primeros años

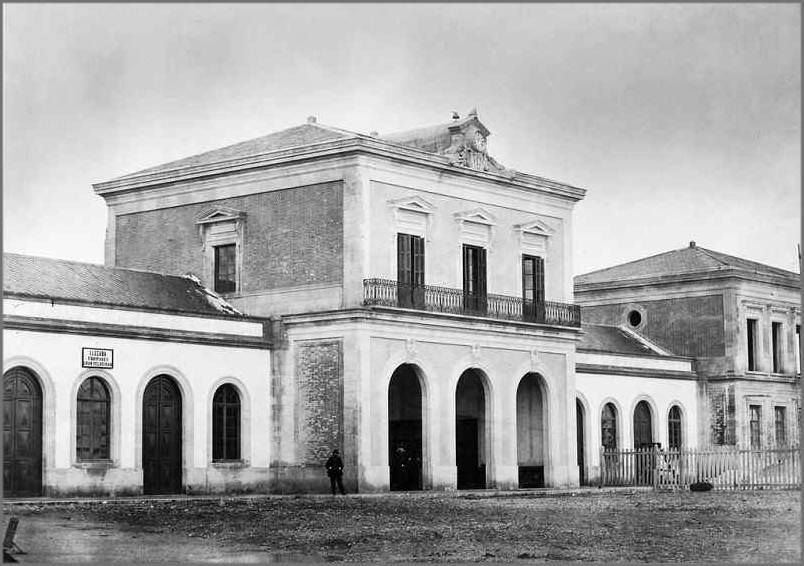
Vista de la fachada de la estación, por José Spreafico (1867).

La estación fue construida originalmente en 1859 por la Compañía del Ferrocarril de Córdoba a Sevilla (CS), que era propietaria de la línea que enlazaba Córdoba con la capital hispalense. El 25 de abril de 1859 llegó a Córdoba el primer tren procedente de Sevilla, mientras que la entrada en servicio se realizó a partir del 2 de junio. En 1865 la capital cordobesa quedó conectada con Málaga a través de una nueva línea de ferrocarril, la cual llegaba hasta esta estación. En un principio se hizo un uso compartido de la misma por su propietaria y por la Compañía del Ferrocarril de Córdoba a Málaga, pudiendo así llegar los trenes procedentes de Málaga.
A partir de 1866 la estación del ferrocarril de la línea Córdoba-Sevilla también quedó enlazada con la línea Manzanares-Córdoba propiedad de la compañía MZA, la cual enlazaba Andalucía con la Meseta. Se da la circunstancia de que ambas compañías acordaron compartir el uso de la estación, dado que MZA carecía de instalaciones propias en la capital cordobesa. Esta situación se mantuvo hasta que en 1875 la Compañía del Ferrocarril de Córdoba a Sevilla fue anexionada por MZA, que incorporó la estación a su propia red. Con los años Córdoba se convirtió en un importante nudo ferroviario, por lo que MZA instaló un depósito de locomotoras en la estación. Desde la década de 1870 las instalaciones coexistieron con la estación de Córdoba-Cercadilla, cabecera de las líneas Córdoba-Málaga y Córdoba-Belmez de la Compañía de los Ferrocarriles Andaluces. Debido a la rivalidad existente entre MZA y «Andaluces», durante muchos años ambas estaciones mantuvieron servicios de pasajeros diferentes, sin posibilidad de realizar transbordo directo.

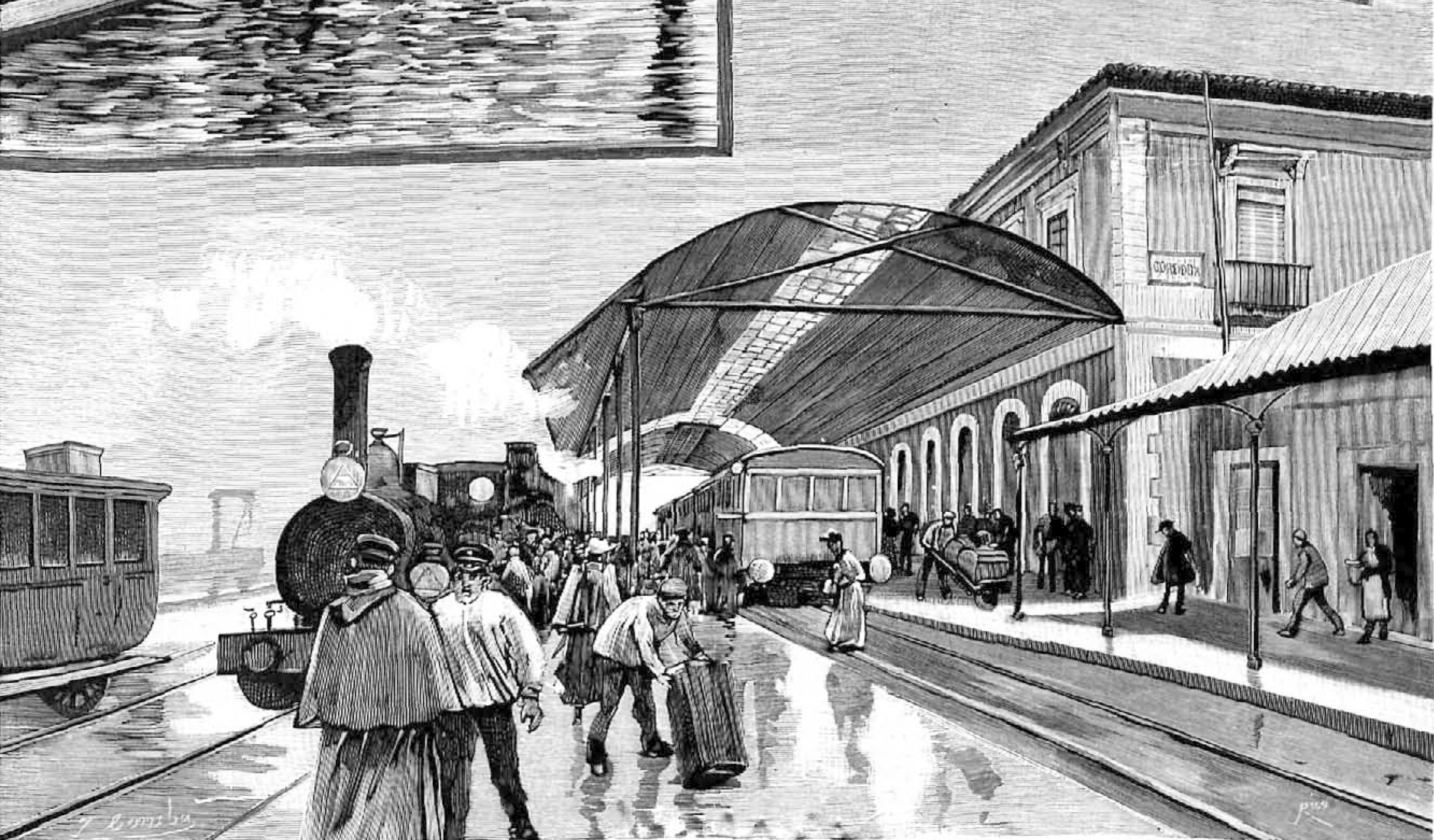
Llegada a la estación de un tren procedente de Madrid (La Ilustración Española y Americana, 1892).

La llegada del ferrocarril supuso un gran impulso para la transformación de la ciudad. Alrededor de las vías se fueron estableciendo numerosas factorías, lo que impulsó el desarrollo económico. Sin embargo, no pasó mucho tiempo en que la zona ferroviaria se convirtió en una barrera que bloqueaba el crecimiento de la ciudad e impedía la comunicación con los barrios situados al norte de las vías.

### Etapa de RENFE
En 1941 la nacionalización de los ferrocarriles de ancho ibérico supuso la desaparición de MZA y la creación de la Red Nacional de los Ferrocarriles Españoles (RENFE), que se hizo cargo de las instalaciones. En 1952 se realizaron algunas obras que modificaron el aspecto de la fachada y se eliminó el apeadero de Cercadilla. De forma progresiva casi todos los servicios ferroviarios fueron centralizados en la «Estación Central», aunque todavía RENFE mantuvo operativas las antiguas instalaciones de «Andaluces» en Cercadilla para otros usos —por ejemplo, los expresos de la línea Córdoba-Almorchón debían iniciar su recorrido desde Cercadilla—. Para la década de 1950 la estación de Córdoba, debido a su privilegiada posición, mantenía servicios ferroviarios con destino a Almorchón, Marchena, Granada, Málaga, Algeciras, Sevilla, Alcázar de San Juan o Madrid. Bajo gestión de RENFE se sustituyó paulatinamente la tracción vapor por máquinas diésel y eléctricas.
En 1977 el Consejo de Ministros aprobó el proyecto para la construcción de una nueva estación de ferrocarril en Córdoba, estableciéndose una Red Arterial Ferroviaria que supondría la liberación de los terrenos ferroviarios. Pero en 1980 la pretensión del alcalde Julio Anguita de que todos los terrenos ferroviarios que quedasen liberados revirtieran exclusivamente al ayuntamiento chocó con la frontal oposición de RENFE, por lo que el plan quedó en punto muerto durante los siguientes años. El 6 de marzo de 1989 finalmente se firmaba el acuerdo para la construcción de la nueva estación de ferrocarril, que acabaría adoptando el nombre de «Córdoba Central». El proyecto incluía la llegada de la alta velocidad a Córdoba, debido a la decisión gubernamental de construir el Nuevo Acceso Ferroviario a Andalucía (NAFA) en ancho internacional. 

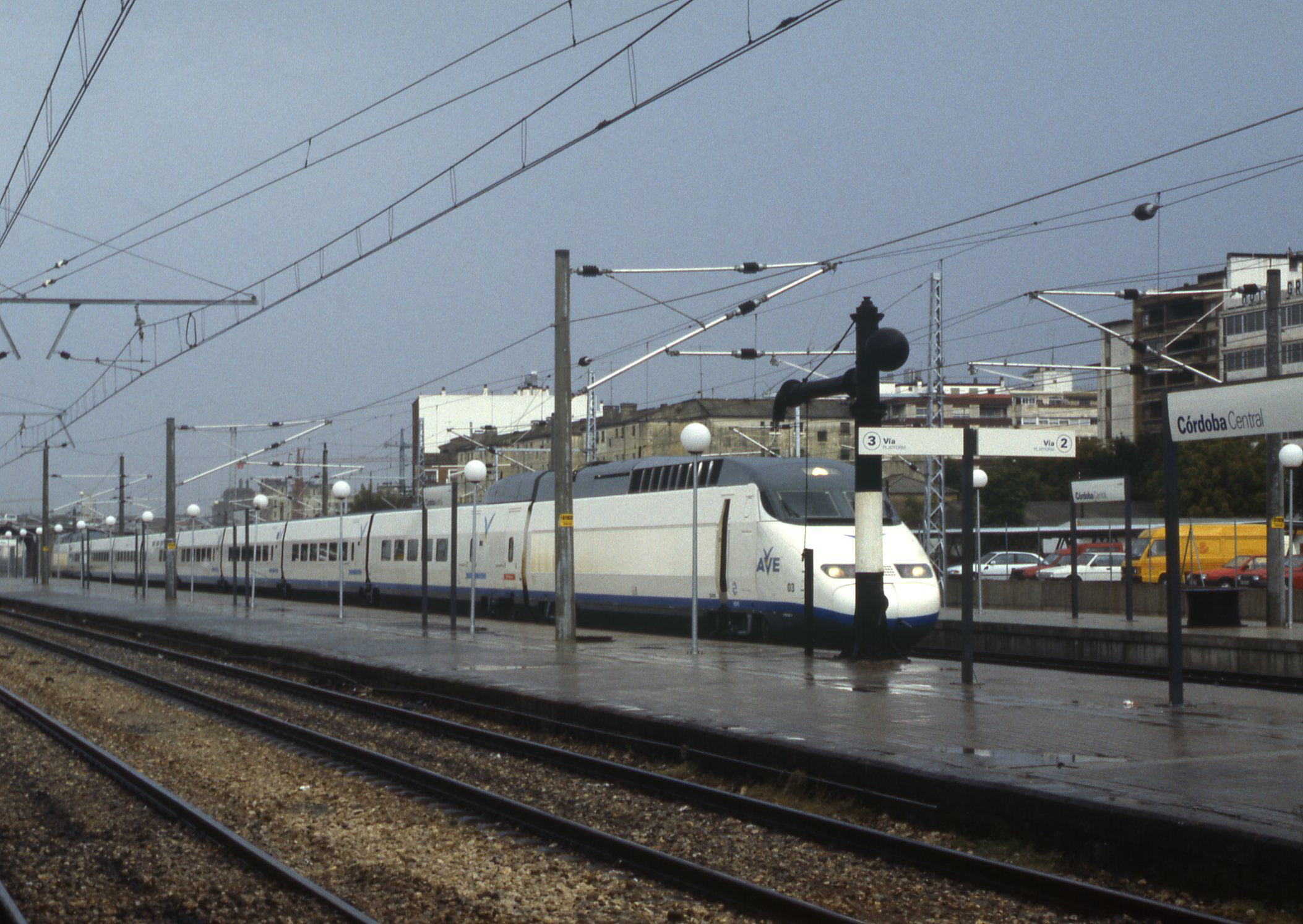
Un tren AVE procedente de Madrid haciendo entrada en la estación, 1992.

Las obras comenzaron a finales de 1990, con el derribo de todas las antiguas instalaciones de Cercadilla y la reorganización de la playa de vías, que incluyó el tendido de las vías de la nueva línea alta velocidad Madrid-Sevilla. Como consecuencia de los trabajos en la zona de Cercadilla, fue eliminada la conexión con la línea Córdoba-Almorchón, siendo levantado el trazado de acceso a la ciudad. Otra consecuencia de la llegada del AVE fue el trasladado fuera del casco urbano del comienzo de la línea Córdoba-Málaga, quedando situado cerca de la nueva estación de El Higuerón. También fueron derruidas las antiguas cocheras del Depósito de locomotoras, los talleres y las rotondas giratorias. Para 1992 ya se encontraba en servicio la conexión de alta velocidad, que permitía el enlace con Madrid, Ciudad Real y Sevilla en menor tiempo que el ferrocarril convencional, coincidiendo con la celebración de la Expo'92 de Sevilla. 
La antigua estación se mantuvo operativa hasta su clausura el 8 de septiembre de 1994, fecha en la que partió el último tren con destino a Madrid y se procedió al levantamiento de la vía. Al día siguiente entraron en servicio las instalaciones de la nueva estación.

### Uso actual
Tras su clausura el histórico edificio de viajeros quedó en desuso durante muchos años, mientras que las vías eran soterradas y el antiguo terreno ferroviario era recuperado para otros usos. Finalmente, en 2003 el edificio fue reacondicionado para acoger la sede provincial de RTVA, situación que se mantiene en la actualidad. Como parte de la reconversión también se instaló una torre-antena de telecomunicaciones.

## Características

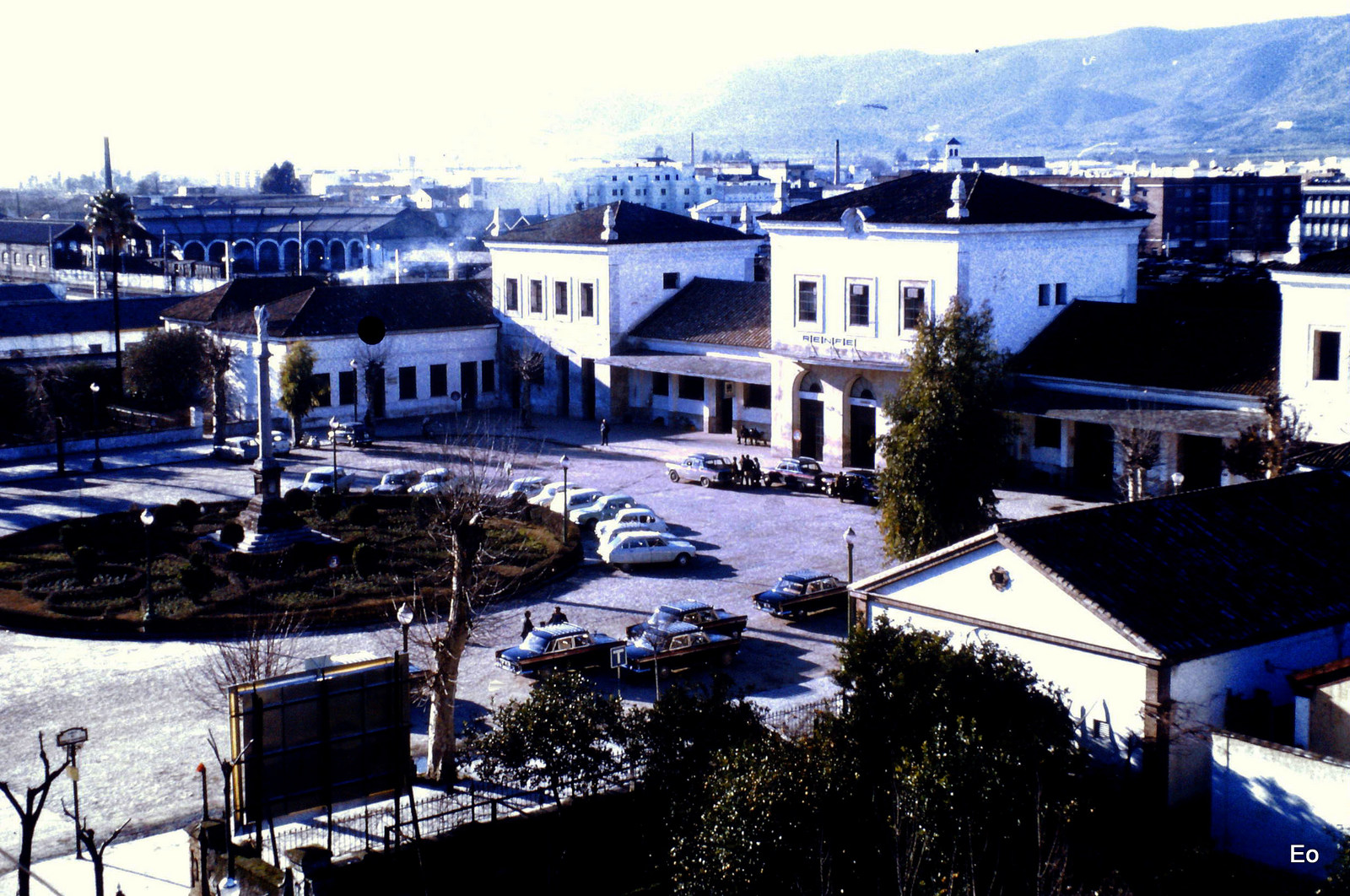
Vista general de la estación, en la década de 1970. Al fondo se observan las antiguas cocheras de locomotoras.

La estación se encontraba situada en la Glorieta del Conde de Guadalhorce, junto a la avenida de América.
Inicialmente se levantó un sencillo edificio de viajeros que con los años sería ampliado con anexos y una planta más. El complejo ferroviario también dispuso de una extensa playa de vías, cocheras de locomotoras, talleres de reparación y dos rotondas giratorias de 17 y 23 metros de diámetro —que a su vez contaban con un gran número de vías bajo cubierta—. La estación de Córdoba también acogió un depósito de locomotoras de vapor que era la instalación titular de los servicios de la línea Manzanares-Córdoba. El límite de separación con las instalaciones de «Andaluces» se encontraba situado en el paso a nivel de Las Margaritas.
Después de que las instalaciones pasaran a manos de RENFE en 1941, el complejo ferroviario de Córdoba pasó a contar con dos depósitos de locomotoras de vapor (uno para línea Córdoba-Málaga y otro para la línea Manzanares-Córdoba) y tres rotondas giratorias (una de ellas equipada con cocheras cubiertas), caso único en la región andaluza. A partir de 1954 la dotación de locomotoras incluyó máquinas diésel y desde 1960 acogió locomotoras eléctricas, estas últimas con sede en Cercadilla.